# مؤيد شنان
مؤيد شنان حمزة (مواليد 21 ديسمبر 1998) هو لاعب كرة قدم قطري يلعب كحارس مرمى.

## مسيرة اللاعب
لعب سابقاً في النادي العربي ونادي معيذر.